# Fasandræberne
Fasandræberne (Nederlands: De fazantenmoordenaars) is een Deens-Duits-Zweedse film uit 2014, geregisseerd door Mikkel Nørgaard en gebaseerd op de gelijknamige misdaadroman van de Deense schrijver Jussi Adler-Olsen. De film is de tweede verfilming van de boekenreeks over twee detectives op de afdeling Q, na Kvinden i buret (2013).

## Verhaal
In 1994 wordt een jonge tweeling op gruwelijke wijze vermoord in een zomerhuisje. De sporen leiden naar een groep studenten uit de nabijgelegen kostschool maar dan bekent een lokale buitenstaander de moorden en wordt de zaak afgesloten. Wanneer inspecteur Carl Mørck van departement Q, twintig jaar later de zaak op zijn bureau krijgt, ontdekt hij al snel dat er iets fout is. Hij gaat samen met zijn assistent Assad op onderzoek naar de ware feiten over de moorden.

## Rolverdeling
| Acteur                 | Personage    |
| ---------------------- | ------------ |
| Nikolaj Lie Kaas       | Carl Mørck   |
| Fares Fares            | Assad        |
| Johanne Louise Schmidt | Rose Knudsen |
| Pilou Asbæk            | Ditlev Pram  |
| David Dencik           | Ulrik Dybbøl |
| Danica Curcic          | Kimmie       |
| Beate Bille            | Thelma       |

## Productie
De film kwam op 2 oktober 2014 in de zalen en behaalde in zijn openingsweek het Deense recordaantal bezoekers (194.500).